# أكسل روز
وليام بروس روز (بالإنجليزية: Axl Rose)‏ا لشهير بأكسل روز (وُلد في 6 فبراير 1962) في لافاييت (إنديانا)) هو مغن مؤلف و‌موسيقي و‌منتج أسطوانات أمريكي.